# Oversø
Oversø (dansk) eller Oeversee (tysk) er en landsby og kommune beliggende cirka 15 kilometer syd for Flensborg ved Trenens øvre løb i Sydslesvig. Administrativt hører kommunen under Slesvig-Flensborg kreds i den nordtyske delstat Slesvig-Holsten. Kommunen samarbejder på administrativt plan med med Tarp og Siversted i Oversø kommunefællesskab (Amt Oeversee). Landsbyen er sogneby i Oversø Sogn. Sognet lå i Ugle Herred (Flensborg Amt, Sønderjylland), da området tilhørte Danmark.

## Geografi
Området består af kuperede morænejorder og bliver mod vest fladere og mere sandet. Kommunen ligger dermed ved overgangen fra bakkelandskaberne i Angel til den mere sandede gest i Midtslesvig (→ Lusangel). Lidt nord for landsbyen ligger Sankelmark Sø (Sanklam). Søen har via den lille Bæk (Beek) afløb i Trenen, som har sit udgangspunkt lidt øst for landsbyen ved Træsø og som derfra bugter sig gennem kommunens naturskønne omgivelser. Tidligere lå der flere småsøer omkring Oversø således Ildsø (Ihlsee) syd for Tinghøj (Tinghoe) og øst for Smedebyskel, som er nu nu en lille eng. Den i Frørup Skov (Frörupholz) beliggende Store Dam er efterhånden forvandlet til mose. Den øst for Trenen beliggende Frørup Skov med Frørup Bjerge (Fröruper Berge) har rekreativ karakter. Jorderne i omegnen blev tidligere opdyrket ved hjælp af mergel (ler- eller sandmergel).
Den nuværende kommune består af de følgende landsbyer og bebyggelser:
- Barderup
- Bilskov (Bilschau)
- Frørup (Frörup) med Frørupsand og Frørupskov
- Julskov (Juhlschau),
- Munkvolstrup (Munkwolstrup)
- Oversø (Oeversee)
- Sankelmark
- Ågård (Augaard)

## Historie
Oversø er især kendt for dens romanske kirke og hærvejskroen Den historiske Kro. Kroen nævnes første gang i 1519. Under 2. Slesvigske Krig var der dansk hovedkvarter på kroen. Senere blev kroen omdannet til lazaret og kroparret var med til at hjælpe sårede fra begge sider. Hvert år afholdes Oversømarchen til minde om en humanitær indsats ved flensborgske købmænd efter slaget ved Sankelmark i 1864.
Oversø Kirke er præget af sin beliggenhed tæt på Hærvejen og vadestedet over Trenen. Den til de vejfarendes helgen Sankt Jørgen viede kirke er en af de få rundtårnkirker i det nuværende Tyskland. Dens 1½ m tykke kampestenstårn fra 1100-tallet har tidligere været dobbelt så højt og brugt til beskyttelsesrum. På kirkegården ses danske krigergrave fra de slesvigske krige. Lidt øst for landsbyen i Aagaard lå i 1800-tallet Aagaard Højskole.
Stednavnet er første gang dokumenteret 1452. Navnet henviser til byens beliggenhed ved Sankelmark Sø. Det menes, at navnet er en sammentrækning af et oprindeligt *øver æ sø. Den jyske / angeldanske udtale er Øvesjø. Betydningen vil være den ovre sø, enten som beskrivelse af byens placering ved Sankelmark Sø eller som beskrivelse af Sankelmark Sø selv, hivs vandspejl ligger omtrent 1 m højere en den omtrent 2 km fra Oversø beliggende Træsø. Navnet forekommer også en gang anvendt om selve søen..
Efter den 2. Slesvigske krig 1864 kom Oversø til Tyskland. Ved folkeafstemningen i 1920 stemte 151 indbyggere tysk og 31dansk (i hele sognet stemte 788 (84,19 %) tysk og 148 (15,81 %) dansk). Byen kom dermed ikke med i genforeningen 1920.

## Våben
Kommunevåben viser kirketårnet flankeret af to krydsede sorte sabel og et rødt møllehjul.